# Ruta montana
Ruta montana är en vinruteväxtart som först beskrevs av Carl von Linné, och fick sitt nu gällande namn av Carl von Linné. Ruta montana ingår i släktet vinrutor, och familjen vinruteväxter. Inga underarter finns listade i Catalogue of Life.